# 2922 Диканька
2922 Дика́нька (2922 Dikanʹka) — астероїд головного поясу, відкритий 1 квітня 1976 року.
Тіссеранів параметр щодо Юпітера — 3,528.